# Henrik Steffens
Henrik Steffens (Stavanger, 2 maggio 1773 – Berlino, 13 febbraio 1845) è stato un filosofo e naturalista danese.
Studente a Copenaghen e poi a Berlino, dove conobbe Goethe, fu tra i più grandi propugnatori del Romanticismo in Danimarca. Si dedicò poi alla biologia e produsse ottime opere scientifiche.